# Пирятинський ліцей
Пирятинський ліцей — загальноосвітній навчальний заклад III ступеня Пирятинської міської ради Полтавської області (опорний заклад), розташований у місті Пирятині на вулиці Сергія Литвиненка, 2а.

## Загальні дані і структура
У навчальному закладі навчається понад 1200 дітей з Пирятинського, Чорнухинського та Гребінківського районів Полтавської області.
Педколектив ліцею — 73 педагоги, серед яких 2 «Відмінники освіти України», 5 вчителів-методистів, 9 старших вчителів, 36 вчителів вищої категорії, 18 — І категорії. Директор ліцею — Пономаренко Лариса Вікторівна.
Діяльність ліцею забезпечується 7 предметними кафедрами: фізики і математики, хімії і біології, історії і правознавства, української філології, естетики та психології, початкових класів, іноземних мов.

## Навчально-виховний процес і умови навчання
Учні Пирятинського ліцею мають можливість вивчати не тільки традиційні дисципліни, але й хореографію, людинознавство, основи економіки, культуру ділового мовлення, культуру та мистецтво, історію рідного краю, логіку, риторику, фінансову математику, німецьку та російську мови, екологію, розв'язування нестандартних задач, художню творчість. Навчально–виховний процес закладу здійснюється під науковим керівництвом та співробітництві з Національним університетом ім. Тараса Шевченка (м. Київ).
До послуг ліцеїстів:
- обладнані навчальні кабінети;
- 2 спортивні зали;
- майстерні трудового навчання, швейної справи, обслуговуючої праці;
- актова зала;
- бібліотека;
- сучасний комп'ютерний клас з підключенням до мережі Інтернет;
- регіональна комп'ютерна школа;
- їдальня.

Змістовно організовується і проводиться позашкільна робота в Пирятинському ліцеї — працюють гуртки і спортивні секції, де учні займаються спортом, сучасними танцями, співами та музикою. На базі ліцею працюють гуртки від СЮТ та БДЮТ, спортивні секції від ДЮСШ. Гуртки відвідує близько 500 учнів.
У школі працює дитячий оздоровчий заклад «Первоцвіт». У ліцеї працює також наукове товариство учнів «Джерело».

## З історії навчального закладу
1 вересня 1989 року свої двері відчинила новобудова — Пирятинська середня школа № 2, директором якої став Андрій Михайлович Шевченко (вчитель історії).
Від 1993 року був відкритий фізико-математичний профіль навчання і навчальний заклад дістав назву Пирятинська школа–ліцей № 2.
Після відкриття гуманітарного та хіміко-біологічного класів у 1995 році навчальний заклад одержав сучасну офіційну назву — Пирятинський ліцей. Ініціатором створення школи нового типу був начальник відділу освіти В. М. Лелюх.
У 2000 році у ліцеї відкрито четвертий профіль навчання — економіко-правовий.
Учні Пирятинського ліцею традиційно стають переможцями та призерами Всеукраїнських та обласних предметних олімпіад, призерами науково-дослідницьких робіт при Полтавському відділенні МАН України, а по закінченні цього навчального закладу — студентами вишів.